# Крейсера-скауты типа «Эдвенчур»
Крейсера типа «Эдвенчур» — серия крейсеров британского Королевского флота, построенная в 1900-х гг. XX века. Проект стал развитием крейсеров III класса типа «Джем». Всего было построено 2 крейсера: «Эдвенчур» (англ.  Adventure ), «Эттентив» (англ.  Attentive ),

## Конструкция

### Корпус
Армстронг решил сделать «Эдвенчер» и «Эттентив» четырёхтрубными, с высоким коротким полубаком и изящным клипперским форштевнем. Корпус разделялся на 15 водонепроницаемых отсеков. Подобный силуэт станет традиционным для большинства британских крейсеров построенных до начала Первой мировой войны.

### Силовая установка
Две шестицилиндровые паровые машины тройного расширения с коротким ходом поршня и симметричной конструкцией — два цилиндра высокого давления, два среднего и два низкого, ∅ цилиндров высокого давления составлял 22 дюйма, среднего — 34 дюйма, и низкого — 53, ход поршня был 25,5 дюймов. Такие машины называемые системой Маршалла-Алена, на военных кораблях были редкостью. Простым переключением пара можно было использовать для экономического хода любую из половинок. Пар вырабатывали двенадцать котлов Ярроу. Запас угля 454 тонны. Дальность плавания на 10-узловом ходу 2370 миль.
«Эдвенчур» показал на мерной мили скорость 25,45 узла при 251,9 оборотах в минуту, а в среднем на всем протяжении испытаний 25,422 узла при 251,6 оборотах в минуту.

### Вооружение
Несли вооружение из десяти трёхдюймовых пушек и восьми 47-мм пушек. В 1911—1912 годах перевооружены на 9 102 мм орудий Mk IV с 31-фунтовыми (14,06 кг) снарядами с начальной скоростью 722 м/с. После перевооружения водоизмещение возросло примерно на 15 тонн.

## Служба
- «Эдвенчур» — заложен 7 января 1904 г., спущен 8 сентября 1904 г., в строю с октября 1905 г., продан на слом 3 марта 1920 г.
- «Эттентив» — заложен 8 января 1904 г., спущен 24 ноября 1904 г., в строю с октября 1905 г., продан на слом 12 апреля 1920 года[3].